# نووآلمتیوو
نووآلمتیوو (به لاتین: Novoalmetyevo) یک منطقهٔ مسکونی در روسیه است که در باشقیرستان واقع شده‌است.